# World Combat Games de 2013
O World Combat Games de 2013 foi a segunda edição do evento multiesportivo World Combat Games e sua sede ocorreu na cidade de St. Petersburg, na Rússia, realizado entre os dias 18 a 26 de Outubro de 2013.

## Embaixadores
|  | - Aikidô: Mitsuteru Ueshiba - Judô: Ezio Gamba - Ju-Jitsu: Vincent Parisi - Karate: Tsuguo Sakumoto - Kendo: Yoshimitsu Takeyasu | - Kickboxing: Don "The Dragon" Wilson - Muay-thai: Tony Jaa - Sambo: Fedor Emelianenko - Sumô: Olesya Kovalenko - Taekwondo: Sarah Stevenson | - Wrestling: Alexandr Karelin - Wushu: Daria Tarasova - Savate: Gilles le Duigou - Esgrima: Karina Aznavourian |  |

## Locais de Disputa

Foto panorâmica da cidade de St. Petersburg.

| Ginásio                                              | Sports                          |
| ---------------------------------------------------- | ------------------------------- |
| Saint Petersburg Ice Palace                          | Cerimônia de Abertura           |
| Saint-Petersburg Sports and Concert Complex (Hall 1) | Aikidô,Judô,Wrestling           |
| Saint-Petersburg Sports and Concert Complex (Hall 2) | Esgrima,Kendo,Sumô              |
| Yubileiny Sports Complex (Arena 1)                   | Boxe, Kickboxing, Muay-thai     |
| Yubileiny Sports Complex (Arena 2)                   | Ju-Jitsu, Kickboxing, Savate    |
| Arena Sport Complex - Spartak                        | Karate, Sambo, Taekwondo, Wushu |

## Modalidades Esportivas
Legenda 1:Em negrito, modalidades esportivas estreantes no evento.

Legenda 2: Em itálico, as modalidades de apresentação. Ou seja, suas medalhas não contam para o quadro de medalhas oficial do evento.
|  | - Boxe - Caratê - Esgrima - Judô - Ju-Jitsu - Kendo - Kickboxing | - Muay-thai - Sambo - Savate - Sumô - Taekwondo - Wrestling - Wushu | - Aikidô |  |

## Calendário Oficial
| OC | Cerimônia de Abertura | ● | Competições | D | Demo | 1 | Disputa das Finais | CC | Cerimônia de Encerramento |

| Outubro                   | 18 SEX | 19 SÁB | 20 DOM | 21 SEG | 22 TER | 23 QUA | 24 QUI | 25 SEX | 26 SÁB | Disputa Medalha de Ouro |
| ------------------------- | ------ | ------ | ------ | ------ | ------ | ------ | ------ | ------ | ------ | ----------------------- |
| Cerimônias                | OC     |        |        |        |        |        |        |        | CC     |                         |
| Aikido                    |        |        |        | D      | D      |        |        |        |        |                         |
| Boxe                      |        |        | ●      |        | ●      |        | 13     |        |        | 13                      |
| Esgrima                   |        |        |        |        |        |        | 2      | 2      | 2      | 6                       |
| Judô                      | 1      | 1      |        |        |        |        |        |        |        | 2                       |
| Ju-jitsu                  |        |        |        |        |        |        | 9      | 9      |        | 18                      |
| Caratê                    |        |        | 6      | 6      |        |        |        |        |        | 12                      |
| Kendo                     |        |        |        | 4      | 2      |        |        |        |        | 6                       |
| Kickboxing                |        |        |        | ●      |        | ●      |        | 12     |        | 12                      |
| Muay-thai                 |        | ●      |        | ●      |        | 11     |        |        |        | 11                      |
| Sambo                     | 3      | 3      |        |        |        |        |        |        |        | 6                       |
| Savate                    |        | ●      | 3      |        | 8      |        |        |        |        | 11                      |
| Sumô                      | 4      | 4      |        |        |        |        |        |        |        | 8                       |
| Taekwondo                 |        |        |        |        |        | ●      | 2      |        |        | 2                       |
| Wrestling                 |        |        |        |        |        | 5      | 5      | 5      |        | 15                      |
| Wushu                     |        |        |        |        |        |        |        | ●      | 13     | 13                      |
| Total de Medalhas de Ouro | 7      | 8      | 10     | 10     | 10     | 16     | 31     | 28     | 15     | 135                     |
| Total                     | 7      | 15     | 25     | 35     | 45     | 61     | 92     | 110    | 135    |                         |
| Outubro                   | 18 SEX | 19 SÁB | 20 DOM | 21 SEG | 22 TER | 23 QUA | 24 QUI | 25 SEX | 26 SÁB | Disputa Medalha de Ouro |

## Países Participantes
Um total de 97 países enviaram pelo menos 1 atleta para representar sua bandeira neste evento. O número de atleta de cada delegação aparece entre parentêsis. Uma equipe chamada World Team foi criada somente para participar da categoria Equipes da Luta Greco-Romana no evento de Wrestling.
|  | - Afeganistão (1) - Argélia (3) - Argentina (12) - Armênia (1) - Austrália (17) - Áustria (5) - Azerbaijão (14) - Bielorrússia (17) - Bélgica (11) - Bolívia (1) - Bósnia e Herzegovina (1) - Brasil (38) - Bulgária (17) - Canadá (22) - Chile (7) - Taipé Chinesa (7) - Colômbia (9) - República do Congo (2) - Costa Rica (1) - Croácia (14) - Cuba (7) - Chipre (1) - Dinamarca (3) - República Dominicana (8) | - Egito (13) - El Salvador (2) - Estónia (5) - Finlândia (9) - França (71) - Geórgia (9) - Alemanha (24) - Reino Unido (14) - Grécia (6) - Guatemala (2) - Honduras (1) - Hong Kong (12) - Hungria (20) - Índia (6) - Indonésia (4) - Iraque (5) - Irlanda (6) - Irão (35) - Israel (6) - Itália (46) - Japão (45) - Jordânia (4) - Cazaquistão (20) - Quirguistão (13) | - Letônia (2) - Líbano (4) - Líbia (1) - Lituânia (3) - Luxemburgo (2) - Madagáscar (6) - Malásia (8) - Ilhas Maurícias (2) - México (11) - Mongólia (19) - Montenegro (1) - Marrocos (20) - Países Baixos (14) - Nova Zelândia (15) - Nigéria (2) - Noruega (4) - China (35) - Peru (1) - Polónia (30) - Portugal (4) - Coreia do Sul (34) - Moldávia (4) - Roménia (16) - Rússia (172) País-sede | - Senegal (7) - Sérvia (16) - Singapura (6) - Eslováquia (4) - Eslovênia (10) - África do Sul (8) - Espanha (19) - Essuatíni (1) - Suécia (16) - Suíça (6) - Tajiquistão (3) - Tailândia (9) - Togo (1) - Trinidad e Tobago (1) - Tunísia (6) - Turquia (17) - Ucrânia (53) - Estados Unidos (48) - Uruguai (7) - Uzbequistão (20) - Venezuela (22) - Vietname (9) |  |

- Fonte:Site oficial do evento[5]

## Medalhas
As medalhas foram feitas com inovações tecnológicas que incluem reflexo tridimensional e impressões dobradas em ângulo. Elas apresentam figuras representando todos os esportes em disputa. O diâmetro da medalha é de 90mm, o que faz desta medalha a terceira maior entre grandes eventos do mundo do esporte, atrás apenas das Olimpíadas de Inverno em Turim 2006 e Vancouver 2010.

### Quadro de Medalhas
Legenda:
Final medal tally below.
| Ordem           | País                 | Medalha de ouro | Medalha de prata | Medalha de bronze | Total |
| --------------- | -------------------- | --------------- | ---------------- | ----------------- | ----- |
| 1               | Rússia               | 47              | 20               | 26                | 93    |
| 2               | França               | 12              | 8                | 9                 | 29    |
| 3               | Japão                | 11              | 5                | 4                 | 20    |
| 4               | Irão                 | 6               | 4                | 7                 | 17    |
| 5               | China                | 5               | 6                | 6                 | 17    |
| 6               | Ucrânia              | 4               | 16               | 14                | 34    |
| 7               | Itália               | 3               | 10               | 4                 | 17    |
| 8               | Hungria              | 3               | 4                | 1                 | 8     |
| 9               | Coreia do Sul        | 3               | 2                | 5                 | 10    |
| 10              | Tailândia            | 3               | 2                | 2                 | 7     |
| 11              | Azerbaijão           | 3               | 1                | 2                 | 6     |
| 12              | Polónia              | 2               | 1                | 8                 | 11    |
| 13              | Egito                | 2               | 1                | 4                 | 7     |
| 14              | Croácia              | 2               | 1                | 2                 | 5     |
| 14              | Reino Unido          | 2               | 1                | 2                 | 5     |
| 16              | Irlanda              | 2               | 1                | 1                 | 4     |
| 17              | México               | 2               | 0                | 1                 | 3     |
| 18              | Noruega              | 2               | 0                | 0                 | 2     |
| 19              | Estados Unidos       | 1               | 4                | 10                | 15    |
| 20              | Roménia              | 1               | 3                | 5                 | 9     |
| 21              | Alemanha             | 1               | 3                | 3                 | 7     |
| 22              | Mongólia             | 1               | 3                | 2                 | 6     |
| 23              | Turquia              | 1               | 2                | 7                 | 10    |
| 24              | Brasil               | 1               | 2                | 6                 | 9     |
| 25              | Sérvia               | 1               | 2                | 4                 | 7     |
| 26              | Bielorrússia         | 1               | 2                | 3                 | 6     |
| 26              | Suécia               | 1               | 2                | 3                 | 6     |
| 28              | Israel               | 1               | 1                | 2                 | 4     |
| 28              | Uzbequistão          | 1               | 1                | 2                 | 4     |
| 30              | Áustria              | 1               | 1                | 0                 | 2     |
| 30              | Estónia              | 1               | 1                | 0                 | 2     |
| 32              | Quirguistão          | 1               | 0                | 5                 | 6     |
| 32              | Venezuela            | 1               | 0                | 5                 | 6     |
| 34              | Países Baixos        | 1               | 0                | 2                 | 3     |
| 35              | Bélgica              | 1               | 0                | 1                 | 2     |
| 35              | Lituânia             | 1               | 0                | 1                 | 2     |
| 37              | Bósnia e Herzegovina | 1               | 0                | 0                 | 1     |
| 37              | Indonésia            | 1               | 0                | 0                 | 1     |
| 37              | Peru                 | 1               | 0                | 0                 | 1     |
| 40              | Espanha              | 0               | 3                | 0                 | 3     |
| 40              | World Team           | 0               | 3                | 0                 | 3     |
| 42              | Bulgária             | 0               | 2                | 5                 | 7     |
| 43              | Canadá               | 0               | 2                | 4                 | 6     |
| 44              | República do Congo   | 0               | 2                | 0                 | 2     |
| 45              | Hong Kong            | 0               | 1                | 5                 | 6     |
| 46              | Austrália            | 0               | 1                | 2                 | 3     |
| 46              | Colômbia             | 0               | 1                | 2                 | 3     |
| 46              | Jordânia             | 0               | 1                | 2                 | 3     |
| 46              | Marrocos             | 0               | 1                | 2                 | 3     |
| 46              | Eslovênia            | 0               | 1                | 2                 | 3     |
| 51              | Malásia              | 0               | 1                | 1                 | 2     |
| 51              | Moldávia             | 0               | 1                | 1                 | 2     |
| 51              | Vietname             | 0               | 1                | 1                 | 2     |
| 54              | Armênia              | 0               | 1                | 0                 | 1     |
| 54              | Dinamarca            | 0               | 1                | 0                 | 1     |
| 54              | Letônia              | 0               | 1                | 0                 | 1     |
| 54              | Suíça                | 0               | 1                | 0                 | 1     |
| 58              | Finlândia            | 0               | 0                | 3                 | 3     |
| 58              | África do Sul        | 0               | 0                | 3                 | 3     |
| 60              | Cazaquistão          | 0               | 0                | 2                 | 2     |
| 61              | Argélia              | 0               | 0                | 1                 | 1     |
| 61              | Argentina            | 0               | 0                | 1                 | 1     |
| 61              | Cuba                 | 0               | 0                | 1                 | 1     |
| 61              | Geórgia              | 0               | 0                | 1                 | 1     |
| 61              | Grécia               | 0               | 0                | 1                 | 1     |
| 61              | Nova Zelândia        | 0               | 0                | 1                 | 1     |
| 61              | Singapura            | 0               | 0                | 1                 | 1     |
| 61              | Taipé Chinesa        | 0               | 0                | 1                 | 1     |
| 61              | Tunísia              | 0               | 0                | 1                 | 1     |
| Total (69 NOCs) | Total (69 NOCs)      | 135             | 135              | 203               | 473   |

## Transmissão
- No Brasil, a TV Esporte Interativo teve os direitos de transmissão do evento.[8]